# Eupithecia albescens
Eupithecia albescens là một loài bướm đêm trong họ Geometridae.